# Josep Simó Amat
Josep Simó Amat (Reus (?) 1815 - ? finals del segle xix) va ser un metge i propietari català.
Vinculat a Reus des de jove per l'exercici de la seva professió, va ser breument alcalde de la ciutat l'any 1843. Va prendre possessió l'1 de gener, i sota el seu govern es va produir un dels episodis més divulgats de la història local i un clar intent de decidir des de Reus el destí polític de tot l'estat. El dia 30 de maig, Prim i Milans del Bosch van convocar les autoritats locals i les forces vives a l'ajuntament sota pena de 25 duros als que no hi anessin. Un cop reunits, Prim els demanà que s'aixequessin contra Espartero amb un discurs que, segons l'historiador reusenc Andreu de Bofarull, els van deixar "aturdidos". Donava per motiu el fet que no s'aplicava la Constitució de 1837. El dia 31, a les cinc del matí, Prim va fer formar la Milícia i marxant al seu davant va iniciar el pronunciament. A les 12 va anar amb les columnes cap a Tarragona, que no se sumà a la insurrecció, i al tornar van passar per Valls, on s'afegiren alguns homes a la columna. A partir del dia 1 de juny, Prim es desplaçà a diversos pobles de la comarca per fer-los sumar a la insurrecció. Mentrestant, Milans del Bosch, des del balcó de l'ajuntament, deia el nom del poble adherit i animava als ciutadans congregats a la plaça del Mercadal. Prim va fer anar a Reus els milicians dels pobles veïns perquè temia un atac del govern. Va crear una junta per substituir a l'ajuntament, de cinc persones, entre les que hi havia el seu íntim amic Macià Vila, presidida per Milans del Bosch. El dia 4, Zurbano, el general enviat pel govern, posà setge a la ciutat. El dia 11 hi va haver els primers enfrontaments, i les tropes de Zurbano van començar a bombardejar la ciutat. Van caure sobre Reus més de mil bombes, que van enrunar 52 edificis i van produir 12 morts i 66 ferits. Prim, convençut per civils de la ciutat, va presentar bandera blanca, i es va rendir amb immillorables condicions. Degut a aquests fets, Espartero va caure del govern el mes de juliol. Josep Simó, encara que era progressista i ideològicament proper a Prim, va dimitir d'alcalde, i va ser nomenat el 19 de juliol, pel governador de Tarragona Pedro López Chapí, el conservador Gabriel Lluch que no va actuar com a alcalde, i en va fer les funcions Gaietà Pàmies. Quan Gabriel Lluch va dimitir al mes d'octubre, va nomenar el moderat Salvador de Brocà. Durant el seu mandat, Simó va defensar la revista El Juglar un periòdic de teatre que sortia en aquella època. Per l'octubre de 1839 Simó havia estat un dels organitzadors i membre actiu de la primera societat literària reusenca, la "Sociedad de Amigos", que volia fomentar el coneixement de la literatura, l'art i la música, i organitzar una biblioteca pública on es pogués anar a llegir i a fer tertúlia. Publicaven un butlletí, El Pasatiempo, amb les activitats de l'entitat i textos literaris. El 1852 va ser un dels fundadors d'El Círcol, una entitat cultural i recreativa reusenca encara existent. Va ser un dels primers accionistes de l'empresa "Gas Reusense" el 1854, de la qual va ser administrador i director, càrrec al qual va renunciar el 1869. El 1855 va renunciar al càrrec de capità de la Milícia Nacional perquè era metge de l'Hospital civil. Va ser un dels impulsors i soci accionista del Banc de Reus, i elegit vocal de la primera junta. El 1859 va ser un dels impulsors de la campanya perquè el ferrocarril de València a Barcelona passés per la costa i per Reus, i el 1865 defensava la necessitat d'unir Reus i el port de Salou per un ferrocarril. Entre 1864 i 1867 va ser membre de la secció d'indústria de la Junta provincial d'Agricultura, Indústria i Comerç, per a la qual va redactar un Informe de la Junta de agricultura industria y comercio sobre el ante-proyecto del Plan general de ferro-carriles (1865), un opuscle amb gran quantitat de dades sociològiques i econòmiques. El 1868 era membre de l'ajuntament pre-revolucionari i va mantenir una forta polèmica amb l'alcalde conservador Víctor Rosselló, i després de la Revolució de Setembre va ser membre de la Junta municipal d'instrucció. El 1884 signava el manifest fundacional de l'Associació Catalanista de Reus. Es desconeix la data i el lloc de la seva mort.